# Термохимия
Термохимията се нарича разделът от термодинамиката, който изучава топлинните ефекти на химичните реакции. Всичките химични процеси, които са свързани с отделяне или поглъщане на топлина, се изучават в този отделен дял от химичната наука.

## Термохимични равенства
Това са уравненията, с които се изразяват химичните реакции в термохимията. Те винаги се съставят за един мол вещество. Например:
Na(тв) + H2O(т) = NaOH(р) + 1/2H2(г) + Q
В тях трябва да се посочи топлинният ефект на процеса, а като индекс – агрегатното състояние на веществата: газ (г), течност (т), твърдо (тв), воден разтвор (р) и алтропната форма на простото вещество. Това е нужно, защото алотропните и агрегатните превръщания (изпарение, топене, сублимация и др.) са свързани също с определен топлинен ефект.
Топлинният ефект на една химична реакция зависи само от началното и крайното състояние на веществата, участващи в реакцията, но не зависи от междинните реакции, през които тя преминава.

## Основни понятия в термохимията
- Топлинен ефект
- Закон на Хес